# Dmitrij Kitajenko
Dmitrij Georgijevitj Kitajenko (russisk: Дмитрий Георгиевич Китаенко,
født 18 august 1940 i Leningrad, Sovjetunionen) er en russisk dirigent. Han modtog prisen som Folkets kunstner i Sovjetunionen i 1984.
Han studerede ved Glinka-konservatoriet og i Leningrad og Moskva. Han modtog en pris ved den første Herbert von Karajan konkurrence i 1969.
Kitajenko var musikleder for Moskvas filharmoniske orkester i 14 år. Han har også haft fremtrædende dirigenthverv ved Bergen filharmoniske orkester (1990-1998), ved Frankfurt Radio Symfoniorkester (1990-1996), KBS Symfoniorkester (1999-2004) og ved Bern Symfoniorkester (1990-2004). Han har også fungeret som chefdirigent ved Musikteatret Stanislavskij og Nemirovitj-Dantjenko (1970-1976).